# Узбекфильм
«Узбекфи́льм» — киностудия, создана в Ташкенте в 1925 году.
1908 год стал годом рождения узбекского кино. В 1924 году было организовано русско-бухарское товарищество «Бухкино». Уже в следующем году, в 1925, организован трест «Узбекгоскино» и открыта кинофабрика «Шарк Юлдузи» («Звезда Востока»), с 1936 — «Узбекфильм», в годы Великой Отечественной войны 1941—1945 — «Ташкентская киностудия», с 1958 вновь «Узбекфильм». В 1979 году киностудии было присвоено имя Камиля Ярматова.
История узбекского художественного кино начинается с 1925 года, когда была создана киностудия «Шарк юлдузи».

## 1908 год - становление
Основателем узбекского кино считается Худайберген Деванов (1879—1940) — первый узбекский фотограф и кинооператор. Х. Деванов сумел стать первым фотографом, а затем и кинооператором Хивинского ханства. В составе хорезмийской делегации отправившейся в 1908 году в Санкт-Петербург был и Худайберген Деванов. В столице Российской империи Х. Диванов изучал тонкости фотографического дела у признанных профессионалов. Его оставили на два месяца для стажировки после завершения работы хивинской дипломатической миссии. Х. Диванов привез на родину различные фото- и кинопринадлежности, в том числе кинокамеру марки «ПАТЭ» № 593, что позволило ему самостоятельно снять первый узбекский документальный киносюжет о выезде на фаэтоне в 1910 г. хивинского хана Асфандияра. Сохранились также его первые киноленты «Памятники архитектуры нашего края» (114 метров, 1913 г.), «Виды Туркестана» (100 метров, 1916 г.) и др..
1908 год стал годом рождения узбекского кино. Худайберген Деванов снимал на камеру исторические достопримечательности, минареты, мечети и многое другое. Благодаря его работе жители других стран впервые познакомились с древней самобытной культурой Хорезма.

## Становление советского узбекского кино
В 1924 году было создано товарищество «Бухкино», которое выпустило в 1925 году ряд документальных фильмов и совместно с киностудией «Севзапкино» - художественный фильм «Минарет смерти». В этом же году совместно с «Пролеткино» выпустило художественный фильм «Мусульманка». Оба фильма были поставлены русскими режиссерами и операторами, с участием русских актеров.
В 1925 году организован трест «Узбекгоскино». Основателем и первым директором «Узбекгоскино» был Умар Мукимов, снявший совместно с тогда ещё совсем небольшой съемочной группой первые два немых фильма, один из которых назывался «Мусульманка».
В этом же году были выпущены ряд документальных фильмов и одна художественная картина «Пахта-Арал». Также первыми картинами студии были «Вторая жена», «Шакалы Равата» и «Чадра» (все 1927 год), «Крытый фургон» (1928), «Дочь святого» (1930).
У его истоков узбекского кино стояли кинематографисты Н. Ганиев, С. Ходжаев, Ю. Агзамов, М.Каюмов, М. Доронин, О. Фрелих, В. Добржанский, А. Дори, из актёров Эргаш Хамраев, Рахим Пирмухамедов, Лютфи Сарымсакова.
Режиссёр Наби Ганиев один из первых в узбекской кинематографии снял на профессиональном уровне такие фильмы, как «Подъем» (1931), «Рамазан» (1933), «Джигит» (1935), где главную роль в них сыграл один из талантливейших артистов Эргаш Хамраев.
Фильм «Клятва» (1936) стал первой звуковой картиной, снятой на киностудии.

## Мультфильмы студии «Узбекфильм»
- (1971) Верные друзья
- (1972) А кто волшебник?
- (1973) Как братья-пальцы поссорились
- (1974) Песня волшебного камня
- (1974) Белый верблюжонок
- (1976) Отважные джигиты
- (1976) Голубой слонёнок
- (1977) Чудесный ковёр
- (1977) Квартет «Ква-Ква»
- (1978) Алим и его ослик
- (1978) Баллада о соколе и звезде
- (1979) Почти невыдуманная история
- (1979) Удивительный манеж
- (1979) Давай дружить
- (1980) Волшебная серна
- (1980) Подарок для наших друзей
- (1980) Кураш
- (1980) Сказка про аиста
- (1981) Воробьишка-хвастунишка
- (1981) Большой и маленький
- (1981) Козёл в огороде
- (1981) Легенда о старой арбе
- (1982) Живая глина
- (1982) Сказка о волшебном гранате
- (1982) Ходжа Насреддин (фильм 1)
- (1983) Ходжа Насреддин (фильм 2)
- (1983) Летающий суслик
- (1983) Щенок и семеро гусят
- (1984) Капля (только снят на т/о «Экран»)
- (1984) Будет ласковый дождь
- (1984) Фарух и Зумрад
- (1984) Давай меняться
- (1985) Цветочная песенка
- (1985) Снежные мастера
- (1985) Дадабай и будильник
- (1986) Мамины загадки
- (1986) Однажды в пустыне (мультфильм)
- (1986) Сказки старого Усто
- (1987) Чужак
- (1987) День загадок
- (1987) Клад на пустыре
- (1987) Судья и странник
- (1989) Ледник
- (1989) Нить
- (1989) Ух, ты!
- (1990) У лужи
- (1990) Концерт
- (1990) Убийца поневоле

## 1940-е
1941—1945 — создана «Ташкентская киностудия», объединившая узбекских и эвакуированных кинематографистов России, Белоруссии, Украины. Художественным руководителем студии был известный режиссёр Ромм.
В 1942—1943 годах директором Ташкентской киностудии был известный драматург и сценарист Иззат Султан.
В 1943 году на киностудии режиссёром Леонидом Луковым был снят знаменитый фильм «Два бойца». Здесь вышли «Александр Пархоменко», «Человек № 217», «Насреддин в Бухаре».
Значительными событиями стали в послевоенные годы фильмы «Тахир и Зухра» (1945), «Похождения Насреддина» (1947) Наби Ганиева и «Алишер Навои» (1948) Камиля Ярматова, принёсшие узбекскому кино широкую известность за рубежом. В целом за 1946—1953 годы были сняты всего 6 фильмов (в том числе в 1949—1951 годах не сняли ничего).

## 1950-е
Популярностью пользовался приключенческий фильм режиссёра Загида Сабитова «Случай в пустыне» (1957) и фильм «Очарован тобой» (1959) режиссёра Юлдаша Агзамова. Вышли исторические картины «Авиценна» (1957), «Священная кровь» (1956, режиссёр Латиф Файзиев), «Фуркат» (1959).
1958 — студии возвращено прежнее название «Узбекфильм».

## 1960-е
Кинематографию шестидесятых характеризуют многообразие тематики, обилие жанров и направлений. Фильмы на современную тему: «Птичка-невеличка» (1961), «Жизнь прошла ночью» (1966, режиссёр Учкун Назаров), «Белые, белые аисты» (1967, режиссёр Али Хамраев); «Нежность» (1967) и «Влюблённые» (1969) — режиссёр Эльёр Ишмухамедов, «Ждём тебя, парень» (1972, режиссёр Равиль Батыров). Были созданы исторические фильмы «Звезда Улугбека» (1964), «Минувшие дни» (1970). «Буря над Азией» (1965), «Ташкент — город хлебный», 1968, режиссёр — Шухрат Аббасов, «Всадники революции» (1969), «Самолёты не приземлились» и «Хамза» (1961, режиссёр Загид Сабитов). Созданы фильмы о войне: «Ты не сирота» (1963), «Сыны Отечества» (1968), «Яблоки сорок первого года» (1970), «Возвращайся с солнцем» (1971).
Другие фильмы:
- «В 26-го не стрелять» Равиля Батырова
- «Подвиг Фархада» Альберта Хачатурова
- «Генерал Рахимов» — драма по пьесе Камиля Яшена (1967)

В 1965 году создан мультипликационный цех.
- Выпущен первый мультфильм «6 х 6» Д. Салимов.

## 1970-е
В 1977 — созданный мультцех развил свой технический и творческий потенциал и переименован в «Мультипликационное объединение». 

В семидесятые годы на «Узбекфильме» развивается детское кино, начинается выпуск телефильмов, мультфильмов («Белый Верблюжонок», и многие другие).
Выпускается историко-революционная трилогия Али Хамраева «Чрезвычайный комиссар», «Без страха», «Седьмая пуля», а в 1978 году его фильм «Триптих», «Берегись! Змеи!» Загида Сабитова, осуществляются совместные постановки с зарубежными коллегами — такие как фильм «Приключения Али-Бабы и сорока разбойников» режиссёров Л. Файзиева и У. Мехра  (Индия).
В 1979 году — телесериал «Путешествие достойных» режиссёра Пулата Хабиба Файзиева, о школьниках, поехавших на каникулы в Бухару, искать сокровища эмира бухарского.
Интенсивное развитие получает детское кино: «Ласточки прилетают весной» (1975, режиссёр Хаджи Ахмар), «Горькая ягода» (1977, режиссёр Камара Камалова), «Озорник» (по Гафуру Гуляму, 1977, режиссёр Дамир Салимов), «Ясные Ключи» (1979, режиссёр Акмаль Акбарходжаев).
В период с 1977 по 1984 годы в жанре кинороман был снят историко-биографический многосерийный художественный фильм (телесериал) «Огненные дороги» режиссёра Шухрата Аббасова, рассказывающий о жизни и трагической судьбе знаменитого узбекского поэта, драматурга, революционера и общественного деятеля Хамзы Хакимзаде Ниязи. В основе сюжета — роман Камиля Яшена «Хамза» и повесть Любови Воронковой «Неистовый Хамза».
Другие фильмы
- «Гибель Чёрного консула» режиссёра Камиля Ярматова (1970)
- «Далёкие близкие годы» режиссёра Камиля Ярматова (1976)

## 1980-е
- Акмаль, дракон и принцесса
- Новые приключения Акмаля
- « Я тебя помню» А. Хамраев
- «Какие наши годы!», Эльер Ишмухамедов, 1980
- «Клиника» Р. Маликов
- «Весенний дождь» Г. Бзаров
- «Горечь падения» С. Бабаев
- «Дневник, письмо и первоклассница», Х. Файзиева
- «Сиз ким сиз ?» Дж. Файзиев
- «Солдатская сказка» З. Мусаков
- «Гумм — гум» С. Давлетов
- «Будет ласковый дождь», 1984
- «Вельд», 1987
- «Бабушка-генерал» (1982) Мелис Абзалов
- «На тёмной стороне Луны», (1989) Зиновий Ройзман

В 1980 году выпущен второй (после многосерийного фильма «Огненные дороги») многосерийный телефильм — «Девушка из легенды».
В 1986 — создано творческое объединение «Дебют».
В 1987 — объединение стало «Студией — 5», которая помогает молодым кинематографистам.
- 1988 — Приключения Арслана
- 1989 — Бархан

## 1990-е
- В 1991 году был снят фильм "Абдуллажон или посвящается Стивену Спилбергу" режиссер Зульфикар Мусаков
- в 1997 году Шухратом Аббасовым был снят фильм «Отчие долины».
- 1990 — Темир Хотин;
- 1991 — Темир эркак;
- 1992 — Золотая стена (Олтин Девор), комедия, экранизация, режиссёр: Рихсивой Мухамеджанов
- 1995-"Бомба",комедия,режиссер Зульфикар Мусаков
- 1998 — Шайтанат[6] Узбекский сериал-бестселлер, основанный на романе узбекского писателя Тахира Малика — «Шайтанат».[7]
- 1998 — Маленький лекарь, драма, мелодрама, режиссёр: Зульфикар Мусаков
- 1997—2000 Чархпалак (сериал), режиссёр: Ш.Джунайдуллаев.
- "Я хочу!" -первый узбекско-японский фильм,режиссер Зульфикар Мусаков

## 2000-е
- 2000 - "Мама" -первый узбекский фильм с участием японских актеров.Режиссер Зульфикар Мусаков
- 2000, Алпамыш, режиссёр: Хабиб Файзиев
- 2000 — Аеллар Салтанати
- 2000 — Паримомо
- 2001 -"Мальчики в небе" - режиссер Зульфикар Мусаков
- 2003-"Мальчики в небе 2" -режиссер Зульфикар Мусаков
- 2006- Катта ойи
- в 2006 году был снят фильм «Родина» узбекского режиссёра Зульфикара Мусакова, посвященный проблеме верности Родине, любви в узбекском обществе ХХ — начала XXI века.
- 2009 — Жених напрокат, (Ичкуёв), романтическая комедия, режиссёр: Бахром Якубов

## 2010-е
- 2011 - "СВИНЕЦ" -реж.Зульфикар Мусаков
- 2011 — Учар отлар
- 2013 — Цунами[6]
- 2007 — Забарджад
- 2015 — кино «Соткин»
- 2016 — Барон, боевик, криминальный фильм, режиссёр: Рустам Сагдиев
- 2018 -"БЕРЛИН-АККУРГАН" ,режиссер Зульфикар Мусаков
- 2018 — Тополёк мой в красной косынке, режиссёр: Сарвар Каримов
- 2018 — Ислам-ходжа, режиссёр: Джахонгир Ахмедов

- 2019 — «Два бойца. Продолжение» (совместно с кинокомпанией Morozov Films (Екатеринбург))

## 2020-е
- 2020 — Илхак
- 2021 — Я — не террорист

## Фильмография
- См: Список фильмов студии «Узбекфильм»
- См: Список мультфильмов студии «Узбекфильм»